# Clemencia de Caycedo
María Gertrudis Clemencia de Caycedo y Vélez Ladrón de Guevara conocida como Clemencia de Caycedo (Santafé de Bogotá, 24 de noviembre de 1710-1779) fue una filántropa y educadora neogranadina.
Es considerada como heroína precursora de la educación femenina en Colombia, siendo fundadora del primer centro educativo para mujeres en el Nuevo Reino de Granada, llamado Colegio de Bogotá, donde se educaron a las niñas y jóvenes mujeres de la élite colombiana. También fue la impulsora de la Novena de Aguinaldos.

## Biografía
Clemencia de Caycedo y Vélez Ladrón de Guevara nació en Santafé de Bogotá, capital del Virreinato de la Nueva Granada, el 24 de noviembre de 1710, en el seno de una familia de la aristocracia local.
Casada desde los 18 años con un rico terrateniente de quien enviudó y heredó una gran fortuna proveniente de la explotación de minas y ganado en Cali, Buga y Chocó; llegó a ser una de las mujeres más ricas del virreinato de la Nueva Granada tras casarse nuevamente con el opulento y poderoso Oidor Joaquín Aróstegui y Escoto.
Fue fundadora del Colegio de la Compañía de María de la Enseñanza, primer centro educativo para la mujer en la hoy Colombia. Financió y organizó el Colegio en Bogotá, primer centro educativo para mujeres en el Nuevo Reino de Granada, el 12 de octubre de 1783 se colocó la primera piedra del edificio que albergaría más adelante el plantel pero Clemencia venía proyectándolo desde 1751 con la asesoría de la Orden de la Compañía de María Nuestra Señora, finalmente fue aprobado por el rey Carlos III en 1783 bajo la advocación de la Virgen del Pilar.
Pasaron 13 años para que el colegio de La Enseñanza iniciara actividades para "25 niñas de sociedad" y una escuela anexa para "250 niñas del pueblo" .
Reunia a todas las hijas de las elites de la sociedad colonial santafereña.

## Familia

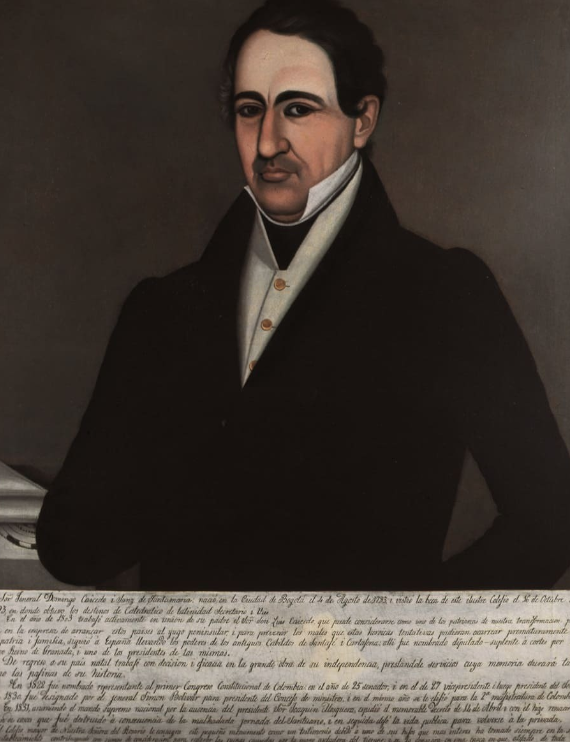
El expresidente Domingo Caycedo, hijo de su sobrino Luis Caycedo y Flórez.

Clemencia era hija de José María de Caycedo y Pastrana (exalcalde de Bogotá, militar y encomendero), y de su esposa, María Ana Vélez Ladrón de Guevara, siendo sus hermanos Fernando José y Petronila Caycedo y Vélez. 
Su hermano Fernando también fue alcalde de Bogotá, siendo el padre del sacerdote católico Fernando Caycedo y Floréz (arzobispo de Bogotá de 1752 a 1832), y del político Luis Caycedo y Flórez (quien también fue alcalde de la capital). Luis fue padre del expresidente de Colombia Domingo Caycedo, y del político Fernando Caycedo, gobernador de Bogotá; también fueron hijos de su sobrino Luis, Francisca (casada con un nieto del español Antonio González Manrique), y Andrés, de quien desciende el político Rafael Pardo Rueda.
Por otro lado, su hermana Petronila se casó con el abogado y político Francisco de Vergara (alcalde de Bogotá e hijo del encomendero y exalcalde de la ciudad, José de Vergara Azcárate), con quien tuvo una influyente descendenciaː Sus tres hijos Cristobal, Felipe y Francisco Xavier Vergara y Caycedo. 
Su sobrino Francisco Xavier fue el padre del expresidente Estanislao y la escritora Antonia Vergara y Sanz de Santamaría, madre del expresidente Ignacio Gutiérrez Vergara.

### Matrimonio y descendencia
Clemencia se casó por primera vez a los 18 años, con Francisco Javier de Echeverri y Cobo, de quien heredó una inmensa fortuna cuando éste falleció con avanzada edad.
Viuda, millonaria y sin hijos se casó por segunda vez, el 2 de febrero de 1751, a los 40 años de edad, con el también rico hacendado Joaquín Aróstegui y Escoto (quien pagó una costosísima dispensa para que se autorizara su matrimonio con la viuda), de quien tampoco tuvo descendencia, quien murió 4 años antes de que muriera Clemencia.